# María Pallier
María Pallier (Allentsteig, Austria,12 de septiembre de 1960) es una gestora cultural austríaca, residente en España, especializada en Nuevas Tecnologías y directora del programa de Radio Televisión Española Metrópolis desde el año 2008.

## Trayectoria profesional
Su formación la realizó en su país, Austria, entre 1978 y 1989 cursó estudios de filología, periodismo y ciencias económicas en Graz y Viena. Se incorporó al equipo de redacción del programa Metrópolis en el año 1995, programa semanal sobre arte actual que se emite por La 2 de Televisión Española. Desde entonces ha participado en la elaboración de contenidos, continuando con la labor desde su fundación en el año 1985, la de proyectar los trabajos realizados con Vídeo y Nuevas Tecnologías, así como la incursión de los trabajos realizados con técnicas posteriores como son el Net Art y  las Redes Sociales. Desde la dirección de Metrópolis ha mantenido una programación de actualidad en relación continua con las vanguardias del arte tecnológico a nivel mundial.
De 1990 a 1995 fue directora de la agencia Trimarán arts promotion, dedicada a la distribución y organización de eventos relacionados con el videoarte, el cine experimental y el arte inter-media.
Paralelamente ha realizado actividades  como comisaria de exposiciones y la creación de eventos internacionales. En 1995 produjo y dirigió el Simposio Internacional de Arte Electrónico en Bilbao denominado Ciberría. Ha formado parte de diversos comités en eventos y festivales del arte de los  Nuevos Medios, Media Art.. Fue miembro del comité asesor entre 1997 y 1999   de videoarte del programa de  Arco Electrónico, programa desarrollado  en el contexto de la feria de arte contemporáneo ARCO
Se celebró la exposición conmemorativa de los 30 años del programa Metrópolis  en la Fundación Canal de Madrid comisariada por Pallier. En dicho evento celebrado en el año 2014,  se creó una gran videoinstalación  sobre las vanguardias artísticas de las tres últimas décadas a modo de un largo viaje.
Bajo la dirección de Palier, en el programa Metrópolis se está formando un archivo sobre los artistas que han trabajado desde los años 80 con nuevos medios.  En el Foro de expertos hizo una presentación de la historia del programa, su evolución y objetivos.